# أرمن الأردن
الأرمن في الأردن (بالأرمنية: Յորդանանի Հայերը)‏ هم أشخاص من العرق الأرمني ويعيشون في المملكة الأردنية الهاشمية. يبلغ عددهم اليوم حوالي 3,000 نسمة، وهم يدينون بالمسيحية، وينتمي معظمهم إلى كنيسة الأرمن الأرثوذكس، كما يتحدثون باللغة الأرمنية، وتحديدًا اللهجة الغربية المعاصرة. يشكل الأرمن اليوم، أكبر أقلية من المسيحيين غير العرب في الأردن.
تجدر الإشارة إلى أن الأرمن في الأردن قد عملوا في مجالات معينة وبرعوا بها، حيث تخصصوا بحرف كالتصوير، الأزياء، ميكانيك السيارات، والتجارة العامة.

## التاريخ

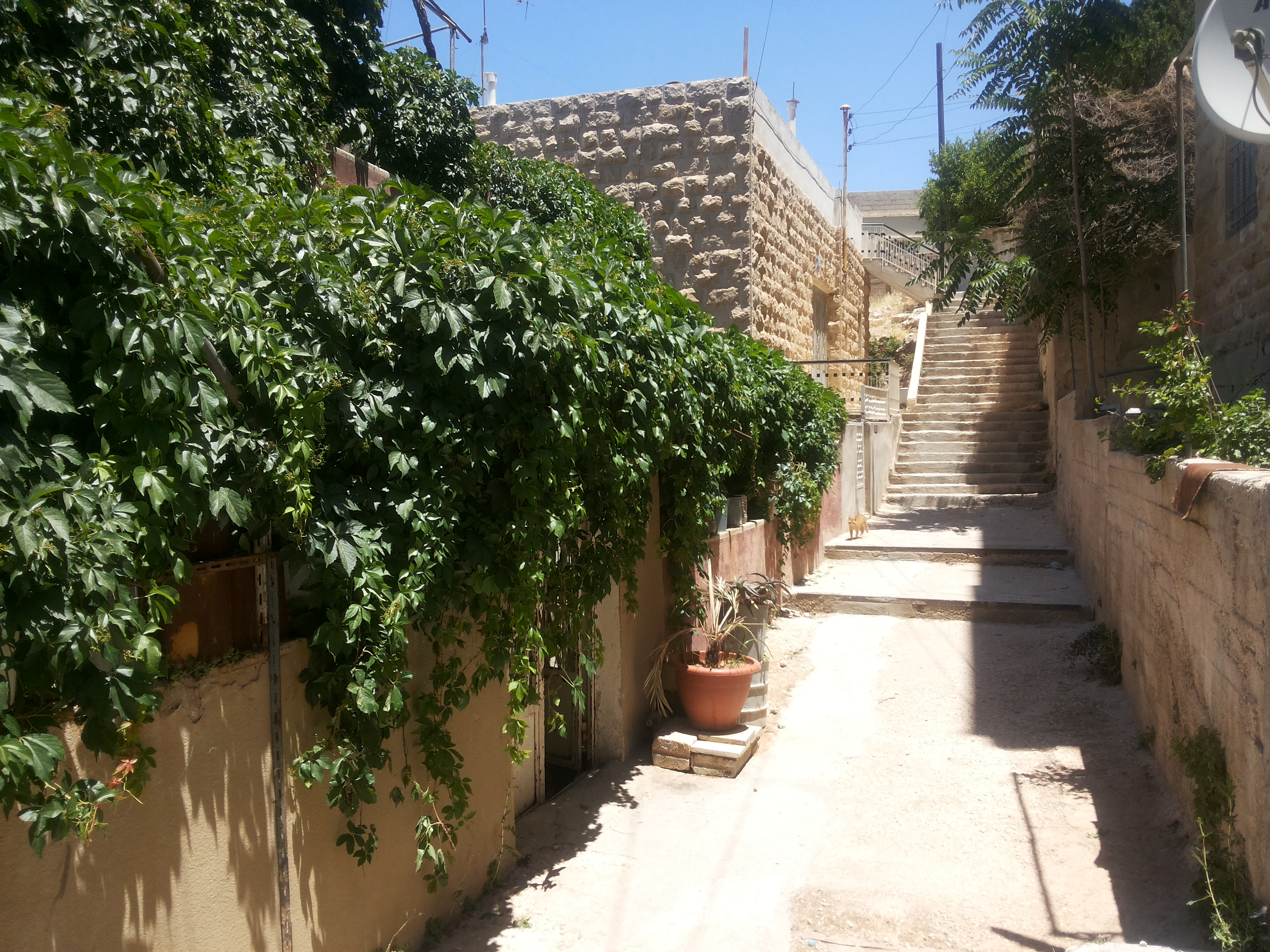
حي الأرمن بجبل الأشرفية، عمّان.

ينتمي معظم الأرمن الأردنيون إلى سلالة الناجين من مذابح الأرمن التي جرت خلال الحرب العالمية الأولى، حيث توزعوا في مناطق مختلفة من الدولة العثمانية في الأناضول وقيليقية، أو الذين فروا إلى سوريا، ومن ثم الأردن. استقر اللاجئون الأرمن بالأردن في مناطق محدد في البداية، وتحديدًا في معان، الشوبك، الكرك، مادبا، والرصيفة. أما اليوم، فيعيش أغلبهم في العاصمة عمّان، وتحديدًا في حي الأرمن بجبل الأشرفية، بالإضافة إلى المدن الرئيسية كإربد، الزرقاء، ومادبا.
بلغ عدد الأرمن في الأردن بالفترة الممتدة من 1936 - 1946 حوالي 6,000 نسمة. كما ازداد عددهم بشكل ملحوظ بعد النكبة عام 1948، بعد هجرة آلاف الأرمن من فلسطين ليصبح العدد حوالي 10,000 نسمة. لكن العدد سرعان ما بدأ بالتناقص أثر حرب 1967، حيث بدأوا بالهجرة إلى كندا وأستراليا والولايات المتحدة بشكل مستمر حتى السبعينات من القرن العشرين، ليتناقص عددهم إلى 3,000 نسمة بالوقت الحالي.

## الدين
إن معظم الأرمن قد انتقلوا من الحي الأرمني في عمان، رغم ذلك فإن الحي الأرمني يضم حاليًا كنيستين أرمنيتين. والأرمن في الأردن يتبعون الكنيسة الرسولية الأرمنية أساسًا، الخاضعة لسلطة بطريركية الأرمن في القدس. وبطريرك القدس يعين أسقفًا على الأبرشية الأردنيّة. رغم ذلك هناك أقلية صغيرة من الأرمن في الأردن تنتمي إلى الكنيسة الأرمنية الكاثوليكية.
وكنائس الأرمن في الأردن:
- كنيسة القديس تاتيوس (الموجودة في عمّان)، تخدم كنيسة القديس تاتيوس الأرمنية الرسولية في عمان الطائفة الأرمنية الرسولية، أما الأرمن الكاثوليك فلهم رعية خاصة بهم في الحي الأرمني في جبل الأشرفية شرق عمان.
- كنيسة القديس جارابيد الأرمنية الرسولية (تقع في موقع معمودية المسيح بالقرب من نهر الأردن)، وتعكس هذه الكنيسة تاريخ الوجود الأرميني في الأردن.[6]
- كنيسة القديسين إسحق وميسروب للأرمن الكاثوليك (تقع في جبل الأشرفية في عمّان).

## التعليم
يُعد التعليم الأرمني مهم جداً في الحفاظ على اللغة والهوية الأرمنية بين الجالية الأرمنية في الأردن. وتستضيف عمّان العديد من المؤسسات الأرمنية من مدارس وجمعيات ثقافية. ويمكن للطلاب الأرمن، الذين يتخرجون من تلك المدارس الأهلية، الالتحاق مباشرة بنظام المدارس الثانوية الأردنية، بعد اجتياز فصول المدرسة الابتدائية والاعدادية.
تأسست أول مدرسة في عشرينيات القرن العشرون في منطقة جسر الحمام الواقع في وسط البلد في العاصمة عمّان، وتكونت المدرسة آنذاك من نصف كهف طبيعي ونصف بناء يدوي. ومع ازدياد أعداد الطلبة في الثلاثينيات انتقلت المدرسة إلى جبل النظيف في عمّان، يُطلق عليها اسم هيثوميان أزكايين فارجاران. كما تأسست مدرسة ابتدائية أخرى في الرصيفة أسسها صموئيل آغا سربيكيان. كما أقيمت مدرسة ابتدائية لكنيسة الناصري الإنجيلية الآرمنية في عمّان، واستمر التدريس فيها لعقد من الزمان فقط.
حاليًا توجد مدرستان ابتدائيتان أرمنيتان تعملان في عمان:
- مدرسة الأرمن الأرثوذوكس، التي تأسست عام 1962 على يد الجمعية العمومية الخيرية الأرمنية (AGBU)، وتقع في منطقة الأشرفية في عمان. تقوم بتدريس الأدب الأرمني والتاريخ والدين باللغة الأرمنية بالإضافة إلى المنهج الدراسي العام الذي تحدده وزارة التربية والتعليم الأردنية، وقد وضع حجر الأساس لبناء المدرسة رئيس الوزراء بهجت التلهوني عام 1961.
- مدرسة الأرمن الكاثوليك (مدرسة القديسين إسحق وميسروب)، والتي تقع في جبل الأشرفية بجوار الكنيسة التي تحمل نفس الاسم.

## المنظمات
تتمركز غالبية المنظمات الأرمنية في عمان. وتهدف هذه المنظمات إلى أن تكون بمثابة ملتقى لأفراد الجالية الأرمنية من خلال الانخراط في أنشطة مختلفة مثل الفنون والثقافة والرياضة والرقص والكشافة والأنشطة النسائية والجمعيات الشبابية والخيرية والاحتفال بالمناسبات الوطنية.
جمعيات تأسست في عمّان
- الهومنتمن: نادي رياضي وكشفي أرمني، تأسس عام 1945 بحسب سجلات المجلس الأعلى للشباب الأردني. المقر الحالي للنادي يقع في الأشرفية وتم بناؤه عام 1967.
- جمعية الإغاثة الأرمنية فرع الأردن (ARS الأردن): تأسست عام 1965، بحسب الاتحاد العام للجمعيات الخيرية في الأردن، إلا أن نشاط الجمعية يعود إلى عام 1947. ويقع المقر الرئيسي في الأشرفية.
- النادي الوطني الأرميني الرياضي (WSC) (بالأرمنية: Ազգային Մարզական Միութիւն)‏: تأسس عام 1955، ويقع المقر الرئيسي للنادي في الأشرفية. والذي بُني عام 1974، ويعتبر أقدم أندية عمّان.[7] ويتبع للنادي أيضًا منتجعًا صيفيًا تم بناؤه عام 1994 في شارع المطار.

فرق رقص أرمينية في عمّان
- فرقة آراز للفلكلور الأرمني: والتي تهتم بالرقص الأرمني والأزياء والأدب.[8] والفرقة تتبع إداريًا لجمعية الإغاثة الأرمنية.
- مجموعة سبيتاك للرقص الفولكلوري الأرمني: وقد تأسست 1965، وتتبع إداريًا للنادي الوطني الرياضي، وتهدف للمحافظة على التراث والعادات والتقاليد الأرمنية.[7]

الأندية الرياضية الأرمنية
شارك الأرمن في الأردن في العديد من الدوريات الوطنية والبطولات الرياضية الأردنية التي قدماها ناديا هومنتمن والنادي الوطني الرياضي الأرمني (WSC) في الأردن. لدى النادي الوطني حاليًا فريق شطرنج وينشط في بطولات الدوري الأردني، وقد استضاف العديد من البطولات بمناسبة عيد ميلاد الملك عبد الله وعيد الاستقلال الأردني على مدى العقد الماضي.
وتعتبر كرة السلة أبرز أنشطة الناديان الرياضيان الأرمنيان، كان لدى كلاهما فريق كرة سلة بارز ولعبا في دوري كرة السلة الأردني الرسمي في الدرجتين الأولى والثانية ابتداءً من الخمسينيات وحتى التسعينيات. بعض اللاعبين الأرمن الأردنيين مثلوا الأردن وشاركوا في المنتخب الوطني الأردني لكرة السلة. وقد فاز النادي الوطني الرياضي الأرمني ببطولة الدوري الأردني الممتاز لكرة السلة عام 1963.

## وصلات خارجية
- تقرير عن تاريخ الأرمن في الأردن - عرمرم
- تقرير عن جبل الأشرفية في عمّان - قناة رؤيا